# ESCP Business School
ESCP Business School (École Supérieure de Commerce Paris Europe) je europska poslovna škola s razvedenim kampusom smještenim u Parizu, Londonu, Berlinu, Madridu i Torinu. Osnovana 1819., najstarija je poslovna škola na svijetu.
ESCP je Financial Times 2012. rangirao na 10. mjesto među europskim poslovnim školama.  U 2010., ESCP-ov program menadžmenta Financial Times je ocijenio 1. u svijetu, dok je u 2012. zauzeo 2. mjesto. Također zauzima 21. mjesto na globalnoj ljestvici sa svojim Executive MBA programom.
Svi programi imaju trostruku akreditaciju međunarodnih udruga AMBA, EQUIS, i AACSB. Škola ima istaknute apsolvente u poslovnom svijetu i u politici, kao što su primjerice Patrick Thomas (CEO Hèrmes), bivši francuski premijer Jean-Pierre Raffarin i europski povjerenik za unutarnje tržište i usluge Michel Barnier.

## Povijest
Školu ESCP je 1819. osnovala skupina ekonomskih stručnjaka i poslovnih ljudi u koje spadaju i ekonomist Jean-Baptiste Say i trgovac Vital Roux. ESCP Europa bila je prva poslovna škola na svijetu. Jean-Baptiste Say bio je zagovornik ekonomskog liberalizma i često mu se pripisuje osnivanje koncepta poduzetništva već 1800-te godine. Vital Roux je posebno poznat po velikom doprinosu razradi Trgovačkog zakonika 1807., kao i za napredna razmišljanja u polju inovativne pedagogije.
ESCP je međunarodna škola od samoga početka: Prvo godište 1824. s ukupno 118 studenata brojilo je oko 30% stranaca 15 različitih nacionalnosti, među njima sedam Španjolaca, pet Brazilaca, pet Nizozemaca, četiri Nijemca i dva Amerikanca.   Danas studentsku populaciju čini oko 100 različitih nacionalnosti. 
Jezično obrazovanje bio je osnovni dio kurikuluma škole, pa je, osim francuske gramatike, uključivao i kolegije na engleskom, njemačkom i španjolskom. Od 1825., na školi ESCP predavalo se ukupno deset jezika, a svaki je student morao učiti barem tri. Godine 1873., osnovana je udruga apsolvenata ESCP. Godine 1921., ESCP je svoju 100. obljetnicu, odgođenu zbog poslijeratne krize, proslavila u velikoj dvorani sveučilišta Sorbonne.
Dana 5. travnja 1973. definiran je koncept europske škole s razvedenim kampusom uz nastavna otvorenja kampusa u Velikoj Britaniji (u Londonu 1974., preseljen u Oxford 1975., i vraćen u London 2005.) i Njemačkoj (u Düsseldorfu 1975., preseljen u Berlin 1985.). Ova značajka jasno naglašava dubok europski identitet škole. Godine 1988. otvoren je kampus u Madridu u Španjolskoj, a 2004. u Torinu u Italiji.
Godine 2011., škola ESCP postala je partner osnivač organizacije HESAM, klastera poznatih istraživačkih institucija i institucija visokog obrazovanja u humanističkim i društvenim znanostima osnovanoga oko sveučilišta Sorbonne. U 2019., ESCP će proslaviti 200 godina postojanja kao prva svjetska poslovna škola.

## Vanjske poveznice
- Službena stranica